# Rhoiacarpos
- Commons
- Wikispecies

Rhoiacarpos é um género botânico pertencente à família Santalaceae.